# Włodzimierz Wołyński (stacja kolejowa)
Włodzimierz Wołyński (ukr. Станція Володимир-Волинський) – stacja kolejowa w miejscowości Włodzimierz, w obwodzie wołyńskim na Ukrainie. Jest częścią Kolei Lwowskiej. Znajduje się na linii Sapieżanka – Kowel, między stacjami Owadne (10 km) i Iwanicze (26 km).
Na stacji zatrzymuje się pociąg relacji Kijów – Lwów i kilka pociągów spalinowych.

## Historia
Stacja została otwarta w 1908 roku podczas budowy linii kolejowej Kowel – Włodzimierz Wołyński. W 1914 roku linia została przedłużona do Sokala.